# 광판초등학교
광판초등학교는 대한민국 강원특별자치도 춘천시 남산면 광판리에 있는 공립 초등학교다.

## 학교 연혁
- 1936년 6월 8일 : 남산공립보통학교 부설 광판간이학교 개설
- 1943년 4월 30일 : 광판국민학교 인가(6년제)
- 1996년 3월 1일 : 광판초등학교로 개칭
- 1999년 9월 1일 : 홍천 화계초등학교 구만분교장, 반곡초등학교 팔봉분교장 통합
- 2015년 2월 13일 : 제67회 졸업식(총 2843명 졸업)
- 2015년 3월 1일 : 제28대 교장 변금옥 부임
- 2016년 3월 1일 : 제29대 교장 박승화 부임

## 참고 자료
- 광판초등학교 - 한국교육학술정보원 학교알리미